# Gunnar Malmquist
Gunnar Malmquist (Ystad, 21 febbraio 1893 – Uppsala, 27 giugno 1982) è stato un astronomo svedese.
Malmquist era uno studente di Carl Charlier presso l'Università di Lund e divenne uno dei membri più famosi della cosiddetta "scuola di Lund", attiva nel campo dell'astronomia statistica. Tra i suoi lavori più importanti ricordiamo il bias di Malmquist. Gli è stato dedicato l'asteroide 1527 Malmquista.